# Gabriel Boric
Mig
Gabriel Boric Font, sinh ngày 11 tháng 2 năm 1986, hiện tại là tổng thống Chile thứ 39, giữ chức từ ngày 11 tháng 3 năm 2022 cho đến nay. Ông là ứng cử viên có số phiếu cao nhất trong lịch sử của đất nước mình, do đó đã đánh bại ứng cử viên cực hữu José Antonio Kast.
Ông là một nhà lãnh đạo chủ chốt, trong các đợt vận động sinh viên của đất nước mình vào năm 2011, và đã từng là thứ trưởng của nước cộng hòa từ năm 2014. Ông là người gốc Punta Arenas.
Ông đảm nhận chức vụ tổng thống của Chile vào ngày 11 tháng 3 năm 2022 ở tuổi 36, khiến ông trở thành nhà lãnh đạo trẻ thứ hai trên hành tinh.